# Congreso de Sindicatos Sudafricanos
El Congreso de Sindicatos Sudafricanos (en inglés Congress of South African Trade Unions, COSATU) es una central sindical de la República sudafricana fundada en 1985 y que forma parte de la alianza tripartita en el gobierno desde 1994.

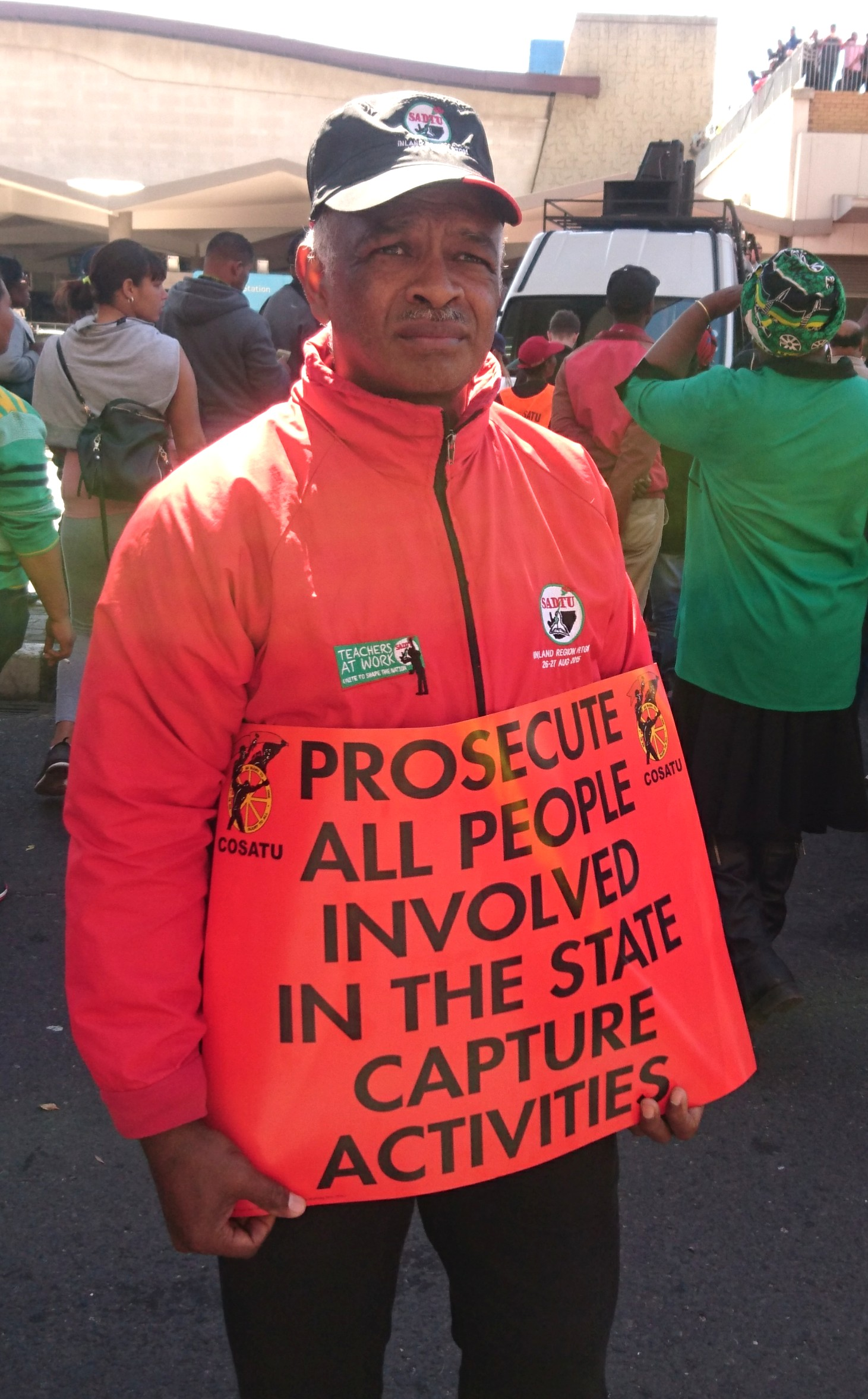
Manifestante con cartel de COSATU

Participó activamente en la lucha contra el sistema Apartheid mediante la organización de huelgas y la movilización de la clase trabajadora.